# 柴井駅
柴井駅（シジョンえき、朝鮮語: 시정역）は、朝鮮民主主義人民共和国平安南道大同郡にあり、柴井線に属する。 

## 隣の駅
柴井線
間里駅- 柴井駅